# Naval Air Facility Atsugi
La Naval Air Facility Atsugi (厚木海軍飛行場, Atsugi Kaigun-hikōjō)  est une base aéronavale située dans les villes de Yamato et d'Ayase dans la préfecture de Kanagawa, au Japon. C'est la plus grande base aérienne de l'US Navy (USN) dans l'océan Pacifique et elle abrite les escadrons de la cinquième escadre aérienne (Carrier Air Wing Five - CVW-5), qui se déploie avec le porte-avions USS Ronald Reagan.
En 2017 et 2018, les avions du CVW-5 ont été transférés à la base aérienne Iwakuni du corps des Marines dans l'ouest du Japon.
Le CVW-5 partage la base avec le quartier général de la Flotte de l'armée de l'air (en) et la quatrième escadre de la Flotte de l'armée de l'air du Japon (en) (JMSDF). La NAF Atsugi abrite également le 51e Escadron d'attaque maritime par hélicoptère (HSM-51 (en)), qui fournit des détachements d'hélicoptères MH-60R pour les croiseurs à missiles guidés, les destroyers à missiles guidés et les frégates de la marine américaine déployés à l'avant, basés sur la base navale voisine de Yokosuka. Les membres des services stationnés à Atsugi travaillent également en liaison avec l'ancienne installation de réception radio de la marine de Kamiseya (en).
Malgré son nom, la base est 4 miles marins (7,4 km) à l'est et au nord-est de la ville d'Atsugi, et n'est pas adjacente à la ville.

## Histoire

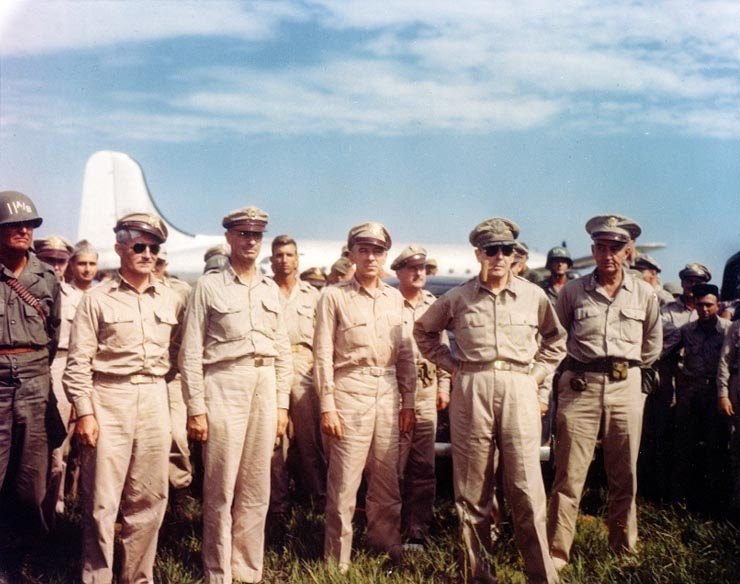
Arrivée du général Douglas MacArthur (deuxième en partant de la droite) à Atsugi, le 30 08 1945.

La marine impériale japonaise a construit la base en 1938 pour accueillir le 302e Kokutai, l'un des plus formidables escadrons de chasse de la marine pendant la Seconde Guerre mondiale. Les avions basés à Atsugi ont abattu plus de 300 bombardiers américains lors des bombardements de 1945. Après la reddition du Japon, de nombreux pilotes d'Atsugi ont refusé de suivre l'ordre d'Hirohito de déposer les armes, et se sont mis à larguer dans le ciel des tracts sur Tokyo et Yokohama exhortant les habitants à résister aux Américains. Finalement, ces pilotes ont abandonné et ont quitté Atsugi.
Le général Douglas MacArthur arrive à Atsugi le 30 août 1945 pour accepter la reddition du Japon. Peu de temps après, des éléments du 3e groupe de bombardement (en) de l'USAAF se sont arrivés vers le 8 septembre. Le 15 septembre, ils ont été remplacés par le 49e groupe de chasse (en) de l'USAAF, qui s'est chargé du nettoyage initial de l'aérodrome fortement endommagé, en collaboration avec la 1539e unité de base de l'armée de l'air pour fournir les installations de la base. Les opérations de vol ont été réduites au minimum en octobre, ce qui a permis au 418e escadron de chasseurs de nuit équipé de P-61 Black Widow d'opérer depuis le terrain d'aviation pour assurer la défense aérienne au-dessus de la zone, en même temps que les P-38 Lightning du 49e groupe de chasse qui s'est installé sur la base aérienne de Chitose à Hokkaido à la mi-février 1946, le 418e NFS à Okinawa en juin, et le 31 décembre 1946, la 1539e AAFBU s'est installée sur l'aérodrome de Haneda.
Pendant l'occupation, la base abritait le trop-plein du camp Zama (en) voisin ; elle n'a pas été rénovée pour gérer le trafic aérien militaire avant la guerre de Corée. Les Seabees (bataillons de construction de la marine) sont venus sur la base en 1950 et l'ont préparée pour sa réouverture en décembre de la même année en tant que station aéronavale d'Atsugi.